# Moustoir-Ac
Moustoir-Ac település Franciaországban, Morbihan megyében. Lakosainak száma 1713 fő (2022. január 1.). Moustoir-Ac Locminé, Bignan, Colpo, Grand-Champ, Brandivy, La Chapelle-Neuve és Plumelin községekkel határos.

## Népesség
A település népességének változása:
| Lakosok száma | 1470 | 1342 | 1423 | 1552 | 1795 | 1819 | 1804 | 1733 | 1728 | 1713 |
|               | 1968 | 1982 | 1990 | 2006 | 2013 | 2015 | 2017 | 2019 | 2020 | 2022 |